# 含風殿
含春殿，唐朝终南山的翠微宫里的一座宫殿。
贞观二十三年五月廿六（649年7月10日），唐太宗病重，召司徒、检校中书令、知尚书门下省事长孙无忌及中书令褚遂良入含风殿。对他们说：「我在此安者，旁有余之子及妻妾。而如見昔在疆場之風。」眾人泣。然后令褚遂良草拟遗诏，不久，唐太宗驾崩于含风殿。